# Toxic Girl
Toxic Girl è un singolo del duo musicale norvegese Kings of Convenience, pubblicato nel 2001 ed estratto dall'album Quiet Is the New Loud.

## Tracce
- CD 1

1. Toxic Girl (Monte Carlo 1963 Version) - 3:06
2. Little Kids (Lively Version) - 2:53
3. Once Around The Block (Our Version) - 2:26

- CD 2

1. Toxic Girl (Album Version) - 3:07
2. Winning a Battle, Losing the War (J-Walk Remix) - 5:11
3. Gold for the Price of Silver (Acoustic version) - 03:58

- 7" vinyl

1. Toxic Girl (Album Version) - 3:07
2. Once Around the Block - 2:26

## Formazione
- Eirik Glambek Bøe
- Erlend Øye